# El cacharrero
Le Marchand de vaisselle
El cacharrero (« Le Marchand de vaisselle ») est un carton pour tapisserie réalisé en 1779 par Francisco de Goya et appartenant à la troisième série des cartons pour tapisserie destinée à la chambre du Prince des Asturies du Palais du Pardo.
De ce carton, qui est conservé au Musée du Prado, deux tapisseries ont été réalisées, l'une pour le Palais du Pardo, l'autre pour l'Escurial.

## Contexte de l'œuvre
Tous les tableaux de la troisième série sont destinés à la chambre du Prince des Asturies, c'est-à-dire de celui qui allait devenir Charles IV et de son épouse Marie Louise de Parme, au palais du Pardo. Le tableau fut livré à la Fabrique royale de tapisserie le 6 janvier 1779.
Il fut considéré perdu jusqu'en 1869, lorsque la toile fut découverte dans le sous-sol du Palais royal de Madrid par Gregorio Cruzada Villaamil, et fut remise au musée du Prado en 1870 par les ordonnances du 19 janvier et du 9 février 1870, où elle est exposée dans la salle 92. La toile est citée pour la première fois dans le catalogue du musée du Prado en 1876.
La série était composée de La Feria de Madrid, El Cacharrero, El Militar y la señora, La Acerolera, Muchachos jugando a soldados, Niños del carretón et El Juego de pelota a pala.

## Description et analyse
Un premier plan montre un personnage que Goya lui-même décrit comme un Valencien vendant de la vaisselle. Deux femmes et une vieille femme jaugent la marchandise. Les trois femmes sont éclairées, laissant le vendeur dans une semi-obscurité. Celle de gauche, une vieille femme tenant une poêle à frire, ainsi que les natures mortes et les céramiques du marchand de vaisselle évoquent un hommage à Christ dans la maison de Marthe et Marie de Diego Velázquez, un peintre pour lequel Goya avait une grande admiration.
À l'arrière-plan, une calèche commence son voyage dans laquelle se trouve une dame, vue de façon floue à travers la porte vitrée. Deux personnages, assis et lui tournant le dos, l'observent. Au loin, on peut distinguer quelques autres silhouettes et des blocs de bâtiments.
Une caractéristique curieuse de ce tableau est la rectification de la position originale de la roue arrière gauche du char, dont la circonférence est clairement visible à côté de celle que le peintre aragonais a finalement peinte.
Dans cette peinture à l'huile, on retrouve des constantes qui allaient devenir les marques du style de Goya, comme la présence conjointe de personnages de haut — dans le carrosse — et d'humble statut social, les quincaillers au premier plan, dans une scène costumbrista à la lumière du soleil couchant. Ce travail évolue également dans la technique picturale des coups de pinceau lâches et la présence de touches de lumière appliquées au couteau à palette.
Le mouvement du véhicule est bien saisi, notamment dans la figure du valet de pied, penché en arrière en raison de l'inertie du démarrage de la voiture, un effet souligné par Goya dans l'architecture du fond. On notera également la maîtrise impressionniste de l'utilisation du « flou » avec lequel la dame de la calèche est traitée et aperçue à travers la fenêtre.
Le traitement de la couleur est très remarquable dans l'harmonie des ors cuivrés, des gris et du bleu du ciel. Les natures mortes des objets des vendeurs de rue se distinguent par leurs qualités tactiles (faïence, porcelaine, métal, tissus), qui sont reflétées avec une habileté exquise.